# هانس روم
هانس روم (استونیایی: Hannes Rumm؛ زادهٔ ۱۱ نوامبر ۱۹۶۸) روزنامه‌نگار، سیاستمدار و نماینده سابق مجلس اهل استونی است.